# حبيب السير

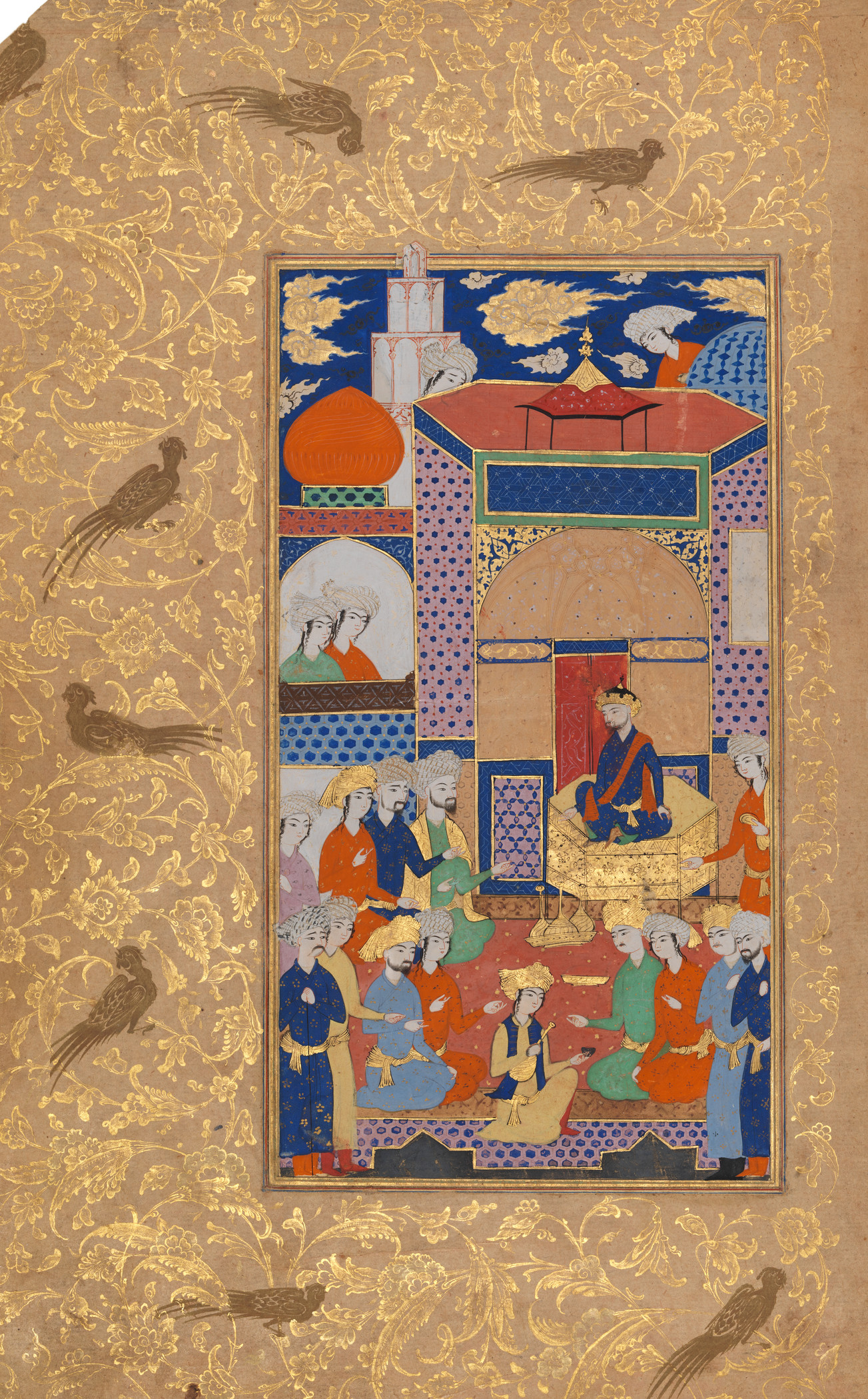
صورة من نسخة مخطوطة.

حبيب السير في أخبار افراد البشر المعروف اختصاراً باسم حبيب السير هو كتاب تاريخ فارسي، صنفه غياث الدين خواند مير المتوفى 942 هـ.
جاء في كشف الظنون: «حبيب السير في أخبار أفراد البشر - فارسي، لغياث الدين بن همام الدين المدعو بخواند أمير، وهو تاريخ كبير.. من الكتب الممتعة المعتبرة».
والكتاب هو تلخيص لكتاب روضة الصفا لجده مير خواند المتوفى 903 هـ، مع بعض الإضافات.
وقد طبع الكتاب في الهند في مجلدات، وطبع في طهران سنة 1271 هـ.